# Pietro Fiocchi
Pietro Fiocchi (nascido em 22 de maio de 1964, Milão) é um empresário e político italiano. Em 2019, foi eleito membro do Parlamento Europeu na lista dos Irmãos da Itália.